# Conte (Familienname)
Conte oder Conté ist ein italienischer oder französischer Familienname.

## Namensträger
- Abdu Conté (* 1998), portugiesisch-guinea-bissauischer Fußballspieler
- Aïssata Deen Conté (* 2001), guineische Sprinterin
- Alberto Conte (* 1942), italienischer Mathematiker
- Angela Conte, australische Maskenbildnerin
- Antoine Conte (* 1994), französischer Fußballspieler
- Antonio Conte (* 1969), italienischer Fußballspieler und -trainer
- Antonio Conte (Fechter) (1867–1953), italienischer Fechter
- Bambasé Conté (* 2003), deutsch-guineischer Fußballspieler
- Biagio Conte (Missionar) (1963–2023), italienischer Missionar
- Biagio Conte (Radsportler) (* 1968), italienischer Radrennfahrer
- Claudia Conte (* 1999), spanische Siebenkämpferin
- Daniele Conte (* 1972), italienischer Biathlet
- Édouard Conte (* 1948), französischer Sozialanthropologe und Hochschullehrer
- Elisabeth von Romanow-Bodnarovicz-Conte (1949–2022), österreichisch-italienische Schauspielerin und Schauspiellehrerin
- Facinet Conte (* 2005), guineisch-marokkanischer Fußballspieler
- Facundo Conte (* 1989), argentinischer Volleyballspieler
- Fanélie Carrey-Conte (* 1980), französische Politikerin
- Gérard Conte (1931–2012), französischer Jazzautor
- Gian Biagio Conte (* 1941), italienischer Altphilologe
- Gianfranco Conte (* 1952), italienischer Politiker (PdL)
- Giorgio Conte (Sänger) (* 1941), italienischer Sänger, Liedermacher und Komponist
- Giorgio Conte (Politiker) (* 1961), italienischer Politiker (FLI)
- Giovanni Conte (* 1955), Schweizer Eishockeyspieler und -trainer
- Giuseppe Conte (* 1964), italienischer Rechtswissenschaftler und Politiker
- Hawa Conté (* 1987), guineische Fußballspielerin
- Hugo Conte (* 1963), argentinischer Volleyballspieler
- Ibrahima Sory Conté (Fußballspieler, 1978) (* 1978), guineischer Fußballspieler
- Ibrahima Sory Conté (Fußballspieler, 1981) (* 1981), guineischer Fußballspieler
- Ibrahima Sory Conté (Fußballspieler, 1991) (* 1991), guineischer Fußballspieler
- Ibrahima Sory Conté (Fußballspieler, 1996) (* 1996), guineischer Fußballspieler
- Jacopino del Conte (Iacopino del Conte; † 1598), italienischer Maler
- James Conte (1959–2012), US-amerikanischer Politiker
- Javier Conte (* 1975), argentinischer Segler
- Jean Conte (1830–1888), französischer Komponist, Violinist und Musikpädagoge
- John Le Conte (1818–1891), US-amerikanischer Physiker und Hochschullehrer, siehe John LeConte (Physiker)
- John Conte (Schauspieler) (1915–2006), US-amerikanischer Schauspieler
- John Conte (Politiker) (* 1930), US-amerikanischer Politiker
- John Eatton Le Conte (1784–1860), US-amerikanischer Naturforscher
- John Lawrence Le Conte (1825–1883), US-amerikanischer Entomologe
- Joska Le Conté (* 1987), niederländische Skeletonpilotin
- Karim Conté (* 1999), guineischer Fußballspieler
- Lansana Conté (1934–2008), guineischer Politiker, Präsident 1984 bis 2008
- Louis Conte, Geburtsname von John Craven (Fotograf) (1912–1981), französischer Fotograf und Galerist
- Maria Pia Conte (* 1944), italienische Schauspielerin
- Mark Conte, US-amerikanischer Filmeditor
- Meg Conte (* 1966), brasilianische Handballspielerin
- Miriana Conte (* 2000), maltesische Sängerin
- Nacho Conte (* 1969), spanischer Fußballspieler
- Nicola Conte (* 1964), italienischer DJ und Musikproduzent
- Nicolas Conte (* 1973), französischer Snowboarder
- Nicolas-Jacques Conté (1755–1805), französischer Chemiker, Maler und Erfinder
- Olga Conte (* 1966), argentinische Sprinterin
- Oreste Conte (1919–1956),  italienischer Radrennfahrer
- Paolo Conte (* 1937), italienischer Cantautore, Jazzmusiker und Komponist
- Paolo Conte Bonin (* 2002), italienischer Schwimmer
- Patricia Conte (* 1971), argentinische Ruderin
- Richard Conte (1910–1975), US-amerikanischer Schauspieler und Regisseur
- Rosa Del Conte (1907–2011), italienische Romanistin, Rumänistin und Übersetzerin
- Siaca Conté (* 1991), guinea-bissauischer Fußballspieler
- Silvio O. Conte (1921–1991), US-amerikanischer Politiker (Massachusetts)
- Simone Conte (* 2007), italienischer Wasserspringer
- Yvonne Conte (1893–1959), französische Fechterin